# Ganz-Wagongyári TLE
Ganz-Wagongyári Tisztviselők Labdarúgó Társasága,também abreviado para GWTLE,é um clube de futebol húngaro da cidade de Budapeste,já extinto.o clube disputou a Segunda Divisão do Campeonato Húngaro de Futebol de 1901,onde foi quinto colocado.depois daquela temporada,o GWTLE não disputou mais nenhuma edição do Campeonato Húngaro de Futebol